# Tak cię kocham
Tak cię kocham - singel polskiego duetu Plastic zapowiadający trzeci album zespołu, wydany w lutym 2013 r.. Z okazji Walentynek piosenka ukazała się pod postacią pocztówki dźwiękowej.

## Notowania
| Lista                                           | Pozycja |
| ----------------------------------------------- | ------- |
| Extralista RDC                                  | 1       |
| Lista Przebojów Radia Łódź                      | 2       |
| Lista 10 z 30 - Polskie Radio Chicago 1030 WNVR | 2       |

## Teledysk
Wideoklip, pokazujący w humorystycznym stylu retro zakochaną parę, został opublikowany w serwisie YouTube dnia 13 lutego 2013. Obraz zrealizowany w technice found footage powstał w Londynie w reżyserii Kissinger Twins (Kasia Kifert i Dawid Marcinkowski).